# 曽養甫
曽 養甫（そう ようほ、1898年10月23日〈光緒24年9月初9日〉 - 1969年8月28日）は中華民国の政治家・技術官僚。鉄道・交通・建設部門のテクノクラートとして、国民政府の各種建設事業で実績を残した人物である。また陳立夫の学友で、中国国民党ではCC派の一員と目された。名は憲浩だが、字の養甫で知られる。

## 事跡

### 国民政府への参加
北洋大学鉱冶系を1923年（民国12年）に卒業する。その後、同学の陳立夫とともにアメリカに留学、ピッツバーグ大学で修士学位を取得した。また、留学期間中に国際学生会会長に選出されている。
1926年（民国15年）に帰国して広州に戻ると、曽養甫は陳立夫の兄・陳果夫の推薦を受けて国民政府に任用された。北伐のために軍需工場設立の任にあたっている。9月、国民政府僑務委員会委員に就任し、以後、中国国民党広東省党部常務委員兼青年部長、国民革命軍総司令部後方総政治部主任、広東省政府建設庁庁長などの要職を歴任した。

### 技術官僚としての台頭
1927年（民国16年）に上海クーデター（四・一二政変）が起きると、曽養甫は広州を離れて薛岳率いる部隊で任務に就き、後に国民革命軍軍官団政治部主任に任ぜられた。翌1928年（民国17年）2月、国民政府建設委員会常務委員に任ぜられ、1929年（民国18年）1月に副委員長に昇進している。委員長の張静江（張人傑）は浙江省政府主席を兼任していたため、建設委員会の多くの事務は曽によって担われ、実業建設や水利等の方面で辣腕を振るった。
1932年（民国23年）に曽養甫は浙江省政府建設庁長に転じ、省内公道網や鉄道の整備に尽力し、成果も顕著であった。この功績により、曽は蔣介石から浙閩贛四省辺区公路処処長に起用され、中国共産党（紅軍）討伐のための軍需輸送路整備に従事している。まもなく軍事委員会委員長行営公路処処長も兼任し、貴州省を中心とする湘黔・川黔・滇黔公路の整備に務め、中国西南部における重要な公道網を樹立した。1935年（民国24年）12月に鉄道部政務次長、1936年（民国25年）春には新路建設委員会委員長（兼任）に抜擢され、国内各地の鉄道網・道路網の整備に更に取り組んでいる。なお国民党では、第3期から第6期まで連続して中央執行委員に選出され、陳兄弟との縁からCC派の一員と目された。

### 国共合作への貢献と日中戦争

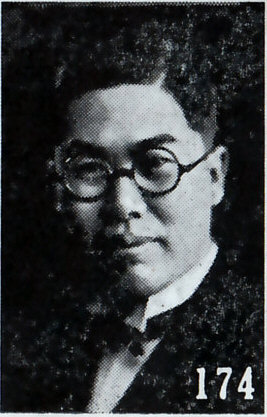
曽養甫別影（『最新支那要人伝』1941年）

1935年頃から、蔣介石の密命を受けた陳立夫は、共産党との和平交渉を開始していた。そして曽養甫は、陳の密使として共産党との秘密交渉を担当している。1936年8月に曽が広州市長に任ぜられてからも交渉は継続し、特に周恩来との間で密接な連絡を取り合った。これら秘密交渉には同年10月頃から陳本人が直接従事することになり、曽は交渉より離れたものの、その後の第二次国共合作成立に多大な貢献を果たした。
1937年（民国26年）5月、曽養甫は広東省財政庁長に就任する。日中戦争（抗日戦争）勃発後の1937年（民国26年）10月に軍事委員会西南進出口（輸出入）物資運輸総経理処主任を兼任し、抗戦のための軍需物資の取引・調達に従事した。1938年（民国27年）10月に広州が陥落すると、曽は広東税警団隊を率いて広東省西部の広寧県に退却し、抗戦を継続している。翌1939年（民国28年）1月に、蔣介石の召還を受けて曽は重慶に移り、まもなく滇緬鉄路督弁に任命された。曽は自ら工事要員を率いて現地に赴き、困難な環境の中で鉄道建設事業に従事している。
1941年（民国30年）12月、日本軍がラングーンを占拠したため、滇緬鉄路建設任務は中断を余儀なくされた。曽養甫は蔣介石に召還されて軍事委員会工程委員会主任委員に任命され、国内各地の空港建設・整備に取り組んでいる。1942年（民国31年）12月、交通部長に起用され、引き続き中国西南部・西北部の交通整備事業に従事した。翌年1月には公路総局を新たに創設し、自ら局長を兼任している。1945年（民国34年）1月、滇緬鉄路建設事業の際に感染した病で足を痛め、交通部長を辞任、アメリカで治療にあたった。

### 晩年
戦後は1948年（民国37年）に立法委員に選出されている。国共内戦終盤の1949年（民国38年）に香港へ移住した。
1969年8月28日、香港にて病没。享年72（満70歳）。